# 9431 Pytho
9431 Pytho è un asteroide troiano di Giove del campo greco. Scoperto nel 1996, presenta un'orbita caratterizzata da un semiasse maggiore pari a 5,1156495 au e da un'eccentricità di 0,0866066, inclinata di 21,33602° rispetto all'eclittica.
L'asteroide è dedicato alla città di Pito, alleata degli achei.